# أخو دلشة
أخو دلشة قرية سورية تقع في ناحية اليعربية بمنطقة المالكية، محافظة الحسكة، شمال شرقي سوريا،يبلغ ارتفاعها 379م وعدد سكانها 500 في إحصاء عام 2004م. تبعد 22 كم عن بلدة اليعربية و6 كم عن الحدود العراقية. يقطنها عشيرة الكويدان من زوبع قبيلة شمر، ويعتمد سكانها بشكل رئيسي على الزراعة البعلية وتربية الماشية والخيول العربية الأصيلة، ويوجد فيها مربط "معنكية ابن عكز" لتربية الخيول العربية الأصيلة.تضم القرية تلًا أثريًا قديمًا لم يُخضع للتنقيب. ومدرسة ابتدائية ومسجد.